# Ben no Naishi
Ben no Naiji o Ben no Naishi (弁内侍?) fue una poetisa y memorialista japonesa que vivió durante la era Kamakura. Fue conocida también como Go-Fukakusa In no Ben no Naiji (Naishi) (後深草院弁内侍?). Su padre fue Fujiwara no Nobuzane, su hermana mayor fue Sōheki Mon In no Shōshō y su hermana menor fue Go-Fukakusa In no Shōshōnaishi.
Fue sirvienta del Emperador Go-Fukakusa desde que fue nombrado príncipe heredero en 1243 hasta su abdicación en 1259, cuando fue removida del cargo. Durante ese momento ella escribió un diario llamado Ben no Naishi Nikki (弁内侍日記?). Con la muerte de su hermana menor en 1265, ella decide convertirse en una monja budista. En 1276 fue encargada de compilar una antología de poesía waka llamada Genson Sanjūrokkasen Shika (現存三十六歌仙詩歌?). También participó en algunos concursos de waka y escribió un libro acerca de la poesía renga.
Está considerada dentro de la lista de las treinta y seis mujeres inmortales de la poesía.